# Agostino Depretis
Agostino Depretis (Mezzana Corti Bottarone, 31 de enero de 1813 - Stradella, 29 de julio de 1887) fue un político italiano. Fue Presidente del Consejo de Ministros de Italia durante nueve mandatos entre los años 1876 y 1887.

## Juventud
Desde la adolescencia fue discípulo de Mazzini y miembro de la Joven Italia, tomó parte activa en los movimientos mazzinianos, incluso corrió el riesgo de ser capturado por los austriacos en un intento de hacer llegar armas a los insurgentes de Milán. Fue elegido diputado del parlamento en 1848, se adhirió al grupo la Izquierda histórica y fundó el periódico El Derecho (Il Diritto), pero no mantuvo una posición oficial hasta que fue nombrado gobernador de Brescia en 1859. En 1860 se dirigió a Sicilia para tratar de mediar entre las posiciones políticas de Cavour, que defendía la inmediata anexión de la isla al Reino de Italia, y las de Garibaldi, que quería aplazar el plebiscito de ratificación hasta después de la liberación de Nápoles y Roma. Y aunque logró hacerse nombrar por Garibaldi pro-dictador, no logró concluir el acuerdo.

## Carrera política
Después de haber aceptado el ministerio de Trabajos Públicos en el gobierno de Rattazzi del 1862, hizo otra vez de intermediario con Garibaldi en la organización de la desastrosa expedición al Aspromonte. Cuatro años después, con el estallido de las hostilidades con Austria, entró en el gobierno de Ricasoli como Ministro de Marina. Su decisión de mantener al mando de la flota al almirante Carlo di Persano contribuyó a la derrota en la Batalla de Lissa de 1866. Sus sostenedores, sin embargo, sostuvieron, no sin fundamento, que un civil sin experiencia en cuestiones militares, no habría podido introducir cambios repentinos en la organización de la flota de guerra, y que por tanto, en la inminencia del estallido de las hostilidades, estuvo obligado a aceptar las designaciones de sus predecesores.
En 1873, tras la muerte de Rattazzi, Depretis, convertido en jefe de la izquierda, preparó la llegada al poder de su partido, suceso que ocurrió en 1876, cuando fue llamado a formar el primer gabinete de izquierda del nuevo Reino de Italia. Derrocado por Cairoli en marzo de 1878 a causa de la introducción del controvertido impuesto sobre los cereales, pero el siguiente mes de diciembre derrotó a Cairoli, volviendo a ocupar el cargo de primer ministro, mas el 3 de julio de 1879 fue otra vez expulsado por el mismo Cairoli. En noviembre de 1879, a pesar de todo, formó parte del gobierno de Cairoli como Ministro del Interior, y, en mayo de 1881 le sustituyó como primer ministro, manteniendo el cargo hasta su muerte, ocurrida el 29 de julio de 1887.

## Políticas principales
Durante este largo intervalo de tiempo completó cuatro periodos de gobierno, expulsando desde el principio a los izquierdistas Zanardelli y Beccarini, con el fin de complacer las peticiones de la Derecha, y a la vez, nombró a Ricotti, Robilant y otros exponentes conservadores, para completar aquel proceso político denominado Trasformismo. Pocos meses antes de su muerte se arrepintió de haber realizado tales designaciones, y reintegró a Crispi y Zanardelli en el propio gobierno.
Otras de sus iniciativas conocidas fueron la abolición de la mencionada taza sobre cereales, la ampliación del sufragio electoral, la terminación de la red ferroviaria, la introducción en la Triple Alianza y la ocupación de Massawa en Eritrea, con lo cual se inauguró el Colonialismo italiano. Cosas criticadas en su gobierno fue el incremento de la imposición fiscal indirecta, la desnaturalización de la estructura orgánica de los partidos políticos surgidos al fin del período del Risorgimento, y el haber puesto en grave crisis las finanzas del Estado a causa de decisiones bastante discutibles en materia de trabajos públicos.